# Вербовка (Львовская область)
Вербовка (укр. Вербівка) — село в Бисковичской сельской общине Самборского района Львовской области Украины.
Население по переписи 2001 года составляло 356 человек. Занимает площадь 6,53 км². Почтовый индекс — 81420. Телефонный код — 3236.

## История
В 1946 году указом ПВС УССР село Вяцковичи переименовано в Вербовку.